# Confession (protestantisme)
Pour les articles homonymes, voir Confession (homonymie).

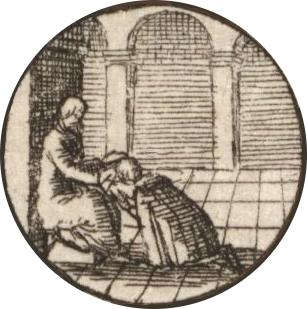
L'absolution privée a vocation à être confinée aux églises, bien que dans la confession, une énumération de tous les péchés n'est pas nécessaire. —Confession d'Augsbourg, article 11

La théologie luthérienne et, plus généralement, protestante, reconnaît un rôle à la confession et à l'absolution, méthode donnée par le Christ à l’Église par laquelle les hommes et les femmes peuvent recevoir le pardon pour leurs péchés. Toutefois les réformateurs se sont opposés aux pratiques de la confession auriculaire obligatoire, telles qu’elles avaient été définies par le concile catholique de Latran IV (1215), notamment à l'énumération de tous ses péchés. Ils ont tous estimé que la pratique de la confession était bénéfique, à condition d'être libre et liée à l'annonce de la grâce. Cette pratique a toutefois peu à peu régressé dans les catéchismes protestants et, malgré un regain d'intérêt récent, reste peu mise en œuvre.

## Conceptions théologiques

### Approche luthérienne
Les articles 11, 12 et 25 de la confession d'Augsbourg portent sur ces questions :
« Article 11. - De la confession

Au sujet de la Confession, nous enseignons qu'on doit maintenir l'Absolution privée dans l’Église et ne pas la et les autres lois en vigueur, punir les maiiancuis laisser tomber en désuétude. Toutefois, dans la Confession, l'énumération de tous les délits n'est pas nécessaire, puisque, en réalité, elle est impossible, comme le déclare le Psaume 19, 13 : « Qui connaît ses égarements ? ».
Article 12. - De la repentance
En ce qui concerne la Repentance, nous enseignons que ceux qui ont péché après le Baptême peuvent obtenir la rémission des péchés toutes les fois qu'ils s'en repentent, et que l’Église ne doit pas leur refuser l'Absolution. La vraie repentance comprend, en premier lieu, la contrition, c'est-à-dire la douleur et la terreur qu'on ressent à cause du péché ; en second lieu, la foi en l’Évangile et en l'Absolution, c'est-à-dire la certitude que les péchés nous sont remis et que la grâce nous est méritée par Jésus-Christ. C'est cette foi qui console les cœurs et qui rend la paix aux consciences. Après cela, on doit amender sa vie et renoncer au péché. Car tels doivent être les fruits de la Repentance, comme le dit Jean-Baptiste (Matthieu 3, 8) : « Faites les fruits dignes de la repentance ».
Nous rejetons donc ceux qui enseignent qu'une fois converti, on ne peut plus retomber dans le péché. D'autre part, nous condamnons aussi les Novatiens, qui refusaient l'absolution à ceux qui avaient péché après le Baptême.
Enfin, nous rejetons ceux qui enseignent qu'on obtient la rémission des péchés, non par la foi, mais par nos satisfactions.
Article 25. - De la confession
Pour ce qui est de la Confession, elle n'a pas été abolie par nos prédicateurs. Nous observons chez nous la coutume de ne donner le Sacrement qu'à ceux qui ont été préalablement examinés et absous. On a soin de faire observer au peuple combien les paroles de l'Absolution sont consolantes, et combien l'Absolution est une grâce inestimable et précieuse : qu'elle n'est pas la voix ou la parole du ministre officiant, mais la Parole de Dieu qui pardonne les péchés. Car l'Absolution est prononcée au nom de "Dieu et par son commandement. C'est avec beaucoup de zèle que nous donnons instruction concernant ce commandement et ce Pouvoir des Clefs, et nous montrons combien ce pouvoir est réconfortant et nécessaire aux consciences angoissées. Nous leur disons que Dieu nous ordonne de croire à cette Absolution, tout comme si c'était la voix de Dieu lui-même, venue du ciel ; et que nous devons nous en réjouir et consoler, en sachant que par cette foi nous obtenons la rémission des péchés. Autrefois, les prédicateurs parlaient beaucoup de la Confession, mais ils ne disaient pas un traître mot de ces choses si nécessaires. Au contraire, ils ne faisaient que tourmenter les consciences en exigeant une interminable énumération des péchés et en les accablant de satisfactions, d'indulgences, de pèlerinages et d'autres exercices de ce genre. Beaucoup de nos adversaires avouent eux-mêmes que chez nous on a parlé et écrit avec plus de compétence au sujet de la vraie repentance chrétienne que cela n'a été fait depuis fort longtemps.

Voici notre enseignement sur la Confession : On ne doit contraindre personne à énumérer ses péchés en détail vu que cela est impossible, comme le dit le Psaume 19, 13 : « Qui est-ce qui connaît son iniquité? ». Et Jérémie 17, 9 : « le cœur de l'homme est tortueux par-dessus tout et méchant ; qui peut le connaître ? ». La malheureuse nature humaine est plongée si profondément dans les péchés, qu'elle ne saurait les voir ou les connaître tous. Si nous ne devions être absous que de ceux que nous pouvons énumérer, le gain serait infime. Il n'est donc pas nécessaire de presser les pénitents pour qu'ils nomment chaque péché par son nom. Les Pères n'ont pas pensé autrement : Chrysostome s'exprime ainsi (Distinct. 1 De Poenitentia) : « Je ne dis pas que tu doives révéler tes secrets publiquement, ou t'accuser et plaider coupable devant telle personne ; mais suis l'exhortation du prophète qui dit : Révèle à l’Éternel ton chemin, Psaume 37, 5. C'est pourquoi porte ta confession, jointe à ta prière, devant Dieu le Seigneur, qui est le vrai juge ; ce n'est pas par Ïa bouche, mais dans ta conscience, que tu dois déclarer tes péchés ». On voit clairement que Chrysostome ne contraint personne à déclarer ses péchés nommément. La Glose des Décrets concernant la Repentance, Distinct. V, chap. Considèret, confirme cet enseignement : que la Confession n'a pas été commandée par l'Ecriture, mais instituée par l'Eglise. Néanmoins nos prédicateurs ne manquent pas d'enseigner avec soin que la Confession doit être maintenue, pour la consolation des consciences affligées, à cause de l'Absolution qui en constitue l'élément essentiel et principal, et pour d'autres raisons encore. »
Le luthéranisme reconnaît donc un troisième sacrement de pénitence, mais celui-ci constitue en fait une extension du baptême. Il se distingue de la pratique catholique dominante en mettant l'accent sur l’absolution, proche en cela des idées de Dun Scott et de Guillaume d'Ockham. D'autre part, le luthéranisme n'accorde aucun pouvoir au prêtre, seule compte la foi du croyant (sola fide). Le pasteur se borne donc à rappeler l'annonce du pardon, accordé gratuitement par Dieu à celui qui se repent et qui croit. Il suffit de renoncer à son mauvais comportement et de se confesser à un simple chrétien.
Dans ses catéchismes de 1529, Martin Luther fait une large place à la confession (auprès d'un pasteur ou d'un autre chrétien) « pour le bien de l'absolution », le pardon des péchés matérialisé au travers d'un processus audible et concret.
Philippe Mélanchthon évoquant le rite de la Confession dans l'Église Luthérienne affirme que « nous ne souhaitons pas sanctionner la tyrannie des consciences dont font preuve les Summistes, qui malgré tout auraient été moins intolérables s'ils y avaient ajouté un mot concernant la foi, qui réconforte et encourage les consciences. Maintenant, concernant cette foi, qui obtient la rémission des péchés, il n'y en a pas une seule trace parmi une si grande masse de réglementation, de gloses, des résumés, des livres de confessions. Le Christ n'apparaît nulle part ici ».

### Approche calviniste
Avant Calvin, Bucer considère la confession secrète comme parfois utile, mais la doctrine biblique concernant la repentance et la discipline publique lui paraît beaucoup plus importante. Il insiste en outre sur le fait que la repentance doit se traduire par un changement de comportement.
En cohérence avec Luther et avec Bucer, Calvin s'oppose au caractère obligatoire de la confession, à l’exigence d’une confession exhaustive, au fait que l’office de la recevoir soit confié au prêtre seul et au pouvoir accordé aux prêtres à juger du pardon accordé ou non.

## Pratique
Les églises protestantes pratiquent la confession et l'absolution avec l'accent mis sur l'absolution, qui constitue les paroles divines du pardon. Dans son Grand Catéchisme, Luther distingue trois sortes de confessions, les deux premières étant générales, car communes à tous les chrétiens, et la troisième privée :
- le fait de confier ses péchés à Dieu seul, « pratique quotidienne et nécessaire » ;
- le fait de demander pardon à son prochain que l'on a offensé, comme indiqué dans le Notre Père, de manière collective « avant de nous présenter devant Dieu pour le prier de nous pardonner ».
- la confession privée qui a lieu devant un frère :

« Si nous avons quelque chose de particulier qui pèse sur notre cœur, que nous en sommes tourmentés et que nous ne pouvons avoir la paix, mais que nous nous trouvons faibles dans la foi, alors nous pouvons nous en ouvrir à un frère, afin de recevoir de lui des conseils et des consolations, et qu'ainsi nous soyons fortifiés, à quelque heure et aussi souvent que nous en sentons le besoin. Christ lui-même a placé l'absolution dans la bouche de sa chrétienté et lui a commandé de nous délier de nos péchés. Quand donc un cœur sent ses péchés et soupire après la grâce, il a ici un témoignage assuré, lorsqu'il entend la parole de l'absolution de Dieu de la bouche d'un frère, que le Seigneur veut le délier et l'absoudre de ses péchés. »
La confession Luthérienne (de la même manière que la confession dans les rites de l'Église catholique) peut être faite au sein du chœur de l'Église, avec le pénitent de s'agenouiller devant l'autel et le pasteur assis en face d'eux, dans l'intimité du bureau du pasteur, ou parfois dans un confessionnal.[réf. nécessaire]
Au XIXe et XXe siècles, la pratique de la confession privée est largement tombée en désuétude.

## Comparaison avec le catholicisme

### Points communs
Les protestants partagent avec les catholiques les mêmes fondements bibliques :
- « Confessez donc vos péchés les uns aux autres, et priez les uns pour les autres, afin que vous soyez guéris. La prière fervente du juste a une grande efficace. » (Épître de Jacques, chapitre 5, verset 16[6] ;
- « Après ces paroles, il souffla sur eux, et leur dit: Recevez le Saint-Esprit. Ceux à qui vous pardonnerez les péchés, ils leur seront pardonnés; et ceux à qui vous les retiendrez, ils leur seront retenus. » (Évangile de Jean, chapitre 20, versets 22-23)[7].

Luthériens et calvinistes reconnaissent une importance certaine à la confession, ce qui fera dire à Max Thurian que, "tout en refusant le statut de sacrement à l’absolution, Calvin lui reconnaissait toutes les caractéristiques essentielles d’un sacrement : institution par le Christ, attestation à l’homme d’une réalité spirituelle et validité réelle dépendant de la foi ; il ne manquerait que le support matériel d’un sacrement".
Dans la pratique, Luther comme Calvin souhaitaient écarter les pécheurs notoires de la sainte-cène. Ils vont donc réintroduire une forme de contrôle social qui se substitue à celui exercé par la prêtre lors de la confession auriculaire. Ainsi Calvin réintroduit-il en 1540 à Strasbourg, un entretien, préalable à la cène pour s’informer de l’état moral et spirituel de ceux qui veulent y participer. Cette charge échoit ensuite aux anciens et pasteurs, et finalement au consistoire, instance collégiale de discipline. Ultérieurement, on trouve cette phrase dans la discipline des Églises réformées de France : « Quant aux crimes qui auront été déclarés aux ministres par ceux qui demanderaient conseil et consolation, il est défendu aux ministres de les révéler au magistrat, de peur d’attirer du blâme sur le ministère, et d’empêcher les pécheurs de venir à la repentance et à une libre conception de leurs fautes. Ce qui aura lieu en tous crimes déclarés, sinon en cas de crime de lèse-majesté. » On retrouve ici une sorte de secret de la confession.

### Différences
S'il est donc erroné de considérer que « les protestants ne se confessent pas » (comme beaucoup de protestants le croient eux-mêmes), il subsiste néanmoins quelques différences de taille entre les deux branches du christianisme :
- Les réformateurs ont tous jugé qu'une énumération complète de tous les péchés était impossible[8]...
- ... et que la confiance en la possibilité de pardon ne dépend pas de la sincérité du repentir, ni de l'exécution des travaux de pénitence imposés par le confesseur (la pénitence)[9].
- Pour l'église catholique, la confession est composée de trois parties : contritio cordis (la contrition du cœur), confessio oris (la confession de la bouche) et satisfactio operis (satisfaction des actes)[10]. Les réformateurs ont aboli la satisfaction des actes, jugeant que la confession n'est constitués que de deux parties : la confession du pénitent et l'absolution prononcée par le confesseur[11]. Cela signifie que la foi ou la confiance en la capacité de Jésus, active et passive de donner l'absolution au pénitent grâce à la procédure de l'absolution, est totale.
- L'exclusivité du pouvoir des clés n'est plus confinée au clergé.
- La confession n'est plus obligatoire, encore moins sous sa forme auriculaire.